# Agriotes (подрод)
Agriotes — подрод щелкунов рода Agriotes.

## Описание
Бока мезостерн между средними тазиками сходящиеся.

## Систематика
В составе подрода:
- вид: Agriotes acuminatus (Stephens, 1830)
- вид: Agriotes brevis Candeze, 1863
- вид: Agriotes gallicus Boisduval & Lacordaire, 1835
- вид: Agriotes lineatus (Linnaeus, 1767)
- вид: Agriotes medvedevi Dolin, 1960
- вид: Agriotes modestus Kiesenwetter, 1858
- вид: Agriotes obscurus (Linnaeus, 1758)
- вид: Agriotes pallidulus (Illiger, 1807)
- вид: Agriotes pilosellus (Schönherr, 1817)
- вид: Agriotes proximus Schwarz, 1891
- вид: Agriotes sputator (Linnaeus, 1758)
- вид: Agriotes ustulatus (Schaller, 1783)